# 中世城郭研究
『中世城郭研究』（ちゅうせいじょうかくけんきゅう）は、中世城郭研究会の会誌。ISSN 0914-3203。

## 概要
1987年（昭和62年）創刊の中世城郭研究会の会誌。日本の城に関する論考や報告などが主体となる雑誌である。創刊から毎年7月下旬に1冊ずつ発行され、2024年に第38号が発行された。
扱っている時代は、『中世城郭研究』という雑誌名でありながら、中世に限っていない。前半部分の論考・報告などに限定しても中世城郭だけではなく、近世城郭や幕末の築城に関するものが掲載されている。後半部分の『全国城郭研究者セミナー』の報告には、古代や明治時代の築城も含まれる。さらに、「城郭関係文献リスト」には、古代城柵・古代の防御性集落・古墳時代の豪族居館・幕末の台場なども収録されていた。
表紙は「中世城郭研究」同人（以下、同人と略す）が作成した縄張図が掲載されている。表紙の地色は、城に関わる色が採用されている（#既刊一覧参照）。
同人には、中世城郭研究会の会員はもちろんのこと、会員以外の全国各地の城郭研究者もいる。前半の論考や報告などの掲載される条件として、執筆者が同人になることが必要とされるが、後半の『全国城郭研究者セミナー』での発表報告の執筆者には同人以外も含まれる。

## 構成
本文の前部は、同人によって執筆された論考・報告などが掲載されている。一つまたは少数の城の報告から、地域や合戦に関わる多数の城を網羅的に扱う論考、その中間に位置付けられる研究ノートがある。また、城に関わる書籍の書評が掲載されることもある。
後部では、前年に行われた『全国城郭研究者セミナー』の各報告の要旨や、シンポジウム（パネル討論）の内容が掲載されている。
巻末には、第34号（2020年）まで「城郭関係文献リスト」が掲載されていた。城に関する発掘調査報告書・論文・報告・図録・レジュメなどを幅広く収録している。

## 既刊一覧
表紙の色ごとに項を分けて一覧にする。
各号に付記した城名は、表紙に掲載された縄張図の城である。

### 第36〜38号
表紙の色：水色
- 第38号（2024年）　田子谷館（宮城県）　特集：山城の階段状削平地群[7]
- 第37号（2023年）　小田草城（長野県）　特集：文献史料からみた攻城戦の実態
- 第36号（2022年）　大山舘（福島県）　特集：徳川家康の城

### 第31〜35号
表紙の色：若草色
- 第35号（2021年）　長山城（茨城県）
- 第34号（2020年）　上関城（新潟県）　特集：真剣討論・城郭研究
- 第33号（2019年）　熊倉城（埼玉県）　特集：馬出を考える
- 第32号（2018年）　見附城（新潟県）　特集：幕末の城
- 第31号（2017年）　替佐城（長野県）　特集：連続空堀群再考

### 第26〜30号
表紙の色：桃色
- 第30号（2016年）　丸山城（神奈川県）　特集：「障子堀」の新展開[7]
- 第29号（2015年）　次年子楯（山形県）
- 第28号（2014年）　猿壁城（茨城県）　特集：茨城県の中世城郭（守谷城ほか 16城）
- 第27号（2013年）　節黒城（新潟県）
- 第26号（2012年）　学生城郭研究会の縄張図と鳥瞰図

### 第21〜25号
表紙の色：銀鼠色（石垣のイメージ）
- 第25号（2011年）　東和泉城（千葉県）
- 第24号（2010年）　チャルコロフイナチャシ（北海道）
- 第23号（2009年）　南一色城（静岡県）
- 第22号（2008年）　経山城（岡山県）
- 第21号（2007年）　倉ヶ崎城（栃木県）

### 第16〜20号
表紙の色：水色（水堀のイメージ）
- 第20号（2006年）　那珂城（宮崎県）
- 第19号（2005年）　和合城（長野県）
- 第18号（2004年）　東山城（徳島県）
- 第17号（2003年）　楠目城（高知県）
- 第16号（2002年）　新地館（栃木県）

### 第11〜15号
表紙の色：うす茶色（土塁のイメージ）
- 第15号（2001年）　小篠塚城（千葉県）
- 第14号（2000年）　河村城（神奈川県）
- 第13号（1999年）　千馬山城（埼玉県）
- 第12号（1998年）　秋元（小糸）城（千葉県）
- 第11号（1997年）　高津戸城（群馬県）

### 第6〜10号
表紙の色：若草色（草におおわれた曲輪をイメージ）
- 第10号（1996年）　富士山陣城（神奈川県）
- 第9号（1995年）　浅川城（福島県）
- 第8号（1994年）　桑窪城（栃木県）
- 第7号（1993年）　小倉城（埼玉県）
- 第6号（1992年）　大町城（宮城県）

### 第1〜5号
表紙の色：若草色（草におおわれた曲輪をイメージ）
- 第5号（1991年）　都城（宮崎県）　特集：群馬県の中世城郭（箕輪城・岩櫃城／柳沢城ほか 23城）
- 第4号（1990年）　要害城（山梨県）
- 第3号（1989年）　田向城（千葉県）
- 第2号（1988年）　久礼城（高知県）
- 創刊号（1987年）　杉山城（埼玉県）

## 別冊
- 『縄張図とともに』[10] - 1991年。中世城郭研究会20周年記念誌[3]。
- 『東国の中世城郭』[11] - 2010年。静岡県以北の城の縄張図集。